# さしこく〜サシで告白する勇気をあなたに〜
『さしこく〜サシで告白する勇気をあなたに〜』（さしこく サシでこくはくするゆうきをあなたに）は、フジテレビ系列で2016年10月13日から2017年3月16日まで毎週木曜日 0:25 - 0:55（水曜深夜、JST）に放送されていたバラエティ番組。指原莉乃の冠番組。

## 概要
元々は2016年7月23日・24日に放送された『FNS27時間テレビフェスティバル!』（『FNS27時間テレビ30』）での通し企画の一つだった「AKBの中心で愛を叫ぶ〜告れメッセージフェス」をレギュラー番組化したもので、AKB48の楽曲「LOVE TRIP」で発信した「告れ日本」に込められたメッセージを全国に発展させるべく、愛の告白をしたい人を一般から募集し、告白現場をドキュメンタリー形式で見届ける告白応援バラエティ番組。MCはHKT48の指原莉乃とアンタッチャブルの山崎弘也が担当する。

## 出演者
MC
- 指原莉乃（HKT48）
- 山崎弘也（アンタッチャブル）

レギュラー
- AKB48グループ（AKB48・SKE48・HKT48・NGT48）メンバー

### ゲスト
- 梅田彩佳（第3回）
- 東京03（第5回）など

## コーナー
告白大作戦（スタジオ）
毎回1人の告白チャレンジャーを紹介して、MCの指原と山崎、経験豊富な人気タレントをゲストが、AKB48メンバーらと共に“告白大作戦”の戦略を立ててトークしていく。番組前半で行われている。
告白VTR（ロケ）
告白チャレンジャーが当日に告白に挑戦するVTRを、MCの指原と山崎が鑑賞して見届ける。VTR最初の告白前には、告白ナビゲーターが告白チャレンジャーに意気込みを聞く。番組後半で行われている。

## 放送日程
| 回 | 放送日          | 告白チャレンジャー                                            | 告白ナビゲーター                                  | その他出演                                        | その他出演                                        |
| 回 | 放送日          | 告白チャレンジャー                                            | 告白ナビゲーター                                  | スタジオ                                          | ロケ                                              |
| -- | --------------- | ------------------------------------------------------------- | ------------------------------------------------- | ------------------------------------------------- | ------------------------------------------------- |
| 1  | 2016年 10月13日 | 18歳・学校と俳優養成所を両立する女子                          | 井戸田潤                                          | 峯岸みなみ 北原里英                               | 森保まどか                                        |
| 2  | 10月20日        | 18歳・学校と俳優養成所を両立する女子                          | 井戸田潤                                          | 峯岸みなみ 北原里英                               | 森保まどか                                        |
| 3  | 10月27日        | 27歳・地元と年齢が同じお笑い芸人（いのけん）                  | 平子祐希                                          | 峯岸みなみ 北原里英                               | 峯岸みなみ                                        |
| 4  | 11月3日         | 42歳・不器用な男                                              | 澤部佑                                            | 加藤玲奈 北原里英                                 | 加藤玲奈                                          |
| 5  | 11月10日        | 21歳・女子大生が400人の前で告白                               | 井戸田潤                                          | 加藤玲奈 北原里英                                 | 北原里英                                          |
| 6  | 11月17日        | 24歳フリーター・首都圏最大級イルミネーション告白              | 澤部佑                                            | 加藤玲奈 北原里英                                 | 高柳明音                                          |
| 7  | 11月24日        | 24歳・車掌さんが電車を使ってプロポーズ                        | 井戸田潤                                          | 加藤玲奈 北原里英                                 | 北原里英                                          |
| 8  | 12月1日         | 28歳・若手社長が10歳の年の差を越えて 18歳フリーター女性に告白 | 井戸田潤                                          | 大家志津香 北原里英                               | 朝長美桜                                          |
| 9  | 12月8日         | 22歳映像クリエーター 映像を作り18歳ハーフ女子にオシャレ告白   | MEGUMI                                            | 田野優花 北原里英                                 | 島田晴香                                          |
| 10 | 12月15日        | 21歳・5年来の親友を彼女にする事は出来るのか?                  | 井戸田潤                                          | 田野優花 北原里英                                 | 北原里英                                          |
| 11 | 2017年 1月12日  | 22歳OL・池袋の絶景 サンシャイン60を貸し切って告白             | ビビる大木                                        | 阿部マリア 北原里英                               | 田野優花                                          |
| 12 | 1月19日         | ファッションショーの真最中ド派手に告白                        | ビビる大木                                        | 阿部マリア 北原里英                               | 大家志津香                                        |
| 13 | 1月26日         | 31歳美人歯科助手が5歳年下のDJに告白                           | 木本武宏                                          | 宮脇咲良 北原里英                                 | 岡部麟                                            |
| 14 | 2月2日          | 指原が選ぶみんなにオススメしたい告白プランベスト5             | 指原が選ぶみんなにオススメしたい告白プランベスト5 | 指原が選ぶみんなにオススメしたい告白プランベスト5 | 指原が選ぶみんなにオススメしたい告白プランベスト5 |
| 15 | 2月9日          | 元カレと復縁するため決死のゲレンデ告白                        | 井戸田潤                                          | 小嶋真子 松岡はな                                 | -                                                 |
| 16 | 2月16日         | IKEA全面協力の大仕掛けプロポーズ                              | 木本武宏                                          | 大家志津香 宮脇咲良                               | 田名部生来                                        |
| 17 | 2月23日         | シャイな広島娘がスポッチャで涙の告白                          | 井戸田潤                                          | 小嶋真子 松岡はな                                 | 田島芽瑠                                          |
| 18 | 3月2日          | 大型ビジョンを使ってのサプライズ告白                          | 井戸田潤                                          | 向井地美音 矢吹奈子                               | 小嶋真子                                          |
| 19 | 3月9日          | 彼女1人のためのシークレットライブ告白                         | 井戸田潤                                          | 向井地美音 矢吹奈子                               | 田島芽瑠                                          |
| 20 | 3月16日         | プロポーズカップルは本当に入籍したのか?SP                     | 平子祐希                                          | -                                                 | -                                                 |

### 放送休止
- 2016年12月22日 - 番宣番組、『聞いてた話と違います!〜ブームに潜む落とし穴〜』放送のため。
- 2016年12月29日 - 『ビートたけしのオワラボ』放送のため。
- 2017年1月5日 - ユアタイム、春の高校バレー2017男女1回戦放送のため。

## ネット局
| 放送対象地域   | 放送局             | 系列           | 放送期間                       | 放送日時                      | 備考       |
| -------------- | ------------------ | -------------- | ------------------------------ | ----------------------------- | ---------- |
| 関東広域圏     | フジテレビ         | フジテレビ系列 | 2016年10月13日 - 2017年3月16日 | 木曜 0:25 - 0:55 （水曜深夜） | 制作局     |
| 岩手県         | 岩手めんこいテレビ | フジテレビ系列 | 2016年10月13日 - 2017年3月16日 | 木曜 0:25 - 0:55 （水曜深夜） | 同時ネット |
| 宮城県         | 仙台放送           | フジテレビ系列 | 2016年10月13日 - 2017年3月16日 | 木曜 0:25 - 0:55 （水曜深夜） | 同時ネット |
| 山形県         | さくらんぼテレビ   | フジテレビ系列 | 2016年10月13日 - 2017年3月16日 | 木曜 0:25 - 0:55 （水曜深夜） | 同時ネット |
| 福島県         | 福島テレビ         | フジテレビ系列 | 2016年10月13日 - 2017年3月16日 | 木曜 0:25 - 0:55 （水曜深夜） | 同時ネット |
| 長野県         | 長野放送           | フジテレビ系列 | 2016年10月13日 - 2017年3月16日 | 木曜 0:25 - 0:55 （水曜深夜） | 同時ネット |
| 岡山県・香川県 | 岡山放送           | フジテレビ系列 | 2016年10月13日 - 2017年3月16日 | 木曜 0:25 - 0:55 （水曜深夜） | 同時ネット |
| 広島県         | テレビ新広島       | フジテレビ系列 | 2016年10月13日 - 2017年3月16日 | 木曜 0:25 - 0:55 （水曜深夜） | 同時ネット |
| 高知県         | 高知さんさんテレビ | フジテレビ系列 | 2016年10月13日 - 2017年3月16日 | 木曜 0:25 - 0:55 （水曜深夜） | 同時ネット |
| 福岡県         | テレビ西日本       | フジテレビ系列 | 2016年10月13日 - 2017年3月16日 | 木曜 0:25 - 0:55 （水曜深夜） | 同時ネット |
| 佐賀県         | サガテレビ         | フジテレビ系列 | 2016年10月13日 - 2017年3月16日 | 木曜 0:25 - 0:55 （水曜深夜） | 同時ネット |
| 島根県・鳥取県 | 山陰中央テレビ     | フジテレビ系列 | 2016年10月20日 - 2017年3月23日 | 木曜 1:25 - 1:55 （水曜深夜） | 遅れネット |
| 静岡県         | テレビ静岡         | フジテレビ系列 | 2016年10月28日 - 2017年3月24日 | 金曜 1:00 - 1:30 （木曜深夜） | 遅れネット |
| 北海道         | 北海道文化放送     | フジテレビ系列 | 2016年10月30日 - 2017年3月26日 | 日曜 2:00 - 2:30 （土曜深夜） | 遅れネット |